# Der rote Elvis
Der rote Elvis ist ein deutscher Dokumentarfilm aus dem Jahr 2007 von Leopold Grün. Er beschreibt den Aufstieg und den Niedergang des US-amerikanischen Sängers und Schauspielers Dean Reed, der in die DDR übersiedelte und sich dort 1986 das Leben nahm.

## Inhalt
Die Dokumentation umfasst die Zeit von der Ankunft Reeds in der DDR bis zu seinem Fall und späteren Selbstmord. Der Film beleuchtet sein Privatleben, seine Karriere als Film- und Musikstar sowie seine Proteste gegen den Vietnamkrieg.

Dafür kommen viele Zeitzeugen zu Wort, die Reed in der Zeit begleitet haben. Diese reichen von Filmkollegen wie Armin Mueller-Stahl, Celino Bleiweiß und Günter Reisch bis hin zu seiner Frau Wiebke Reed sowie Politikern aus den Wirkungsstätten von Dean Reed.

## Produktionshintergrund
Der rote Elvis hatte am 12. Februar 2007 Welt-Premiere bei der 57. Berlinale im Panorama-Programm.
Die ersten Arbeiten begannen im Jahr 2001. In einem Biergarten im Berliner Stadtteil Prenzlauer Berg kamen Leopold Grün und Stefan Ernsting ins Gespräch über Dean Reed. Beide beschlossen, sich in ihrer jeweiligen Profession mit der Ausnahmeerscheinung Dean Reed auseinanderzusetzen. Stefan Ernstings begann sein Buch Der rote Elvis und Leopold Grün begab sich auf die Suche nach Förderern für den gleichnamigen Dokumentarfilm. Dass kein Geringerer als Hollywood-Star Tom Hanks ebenfalls an dem Projekt arbeitete, warf anfänglich Zweifel auf, spornte das Team dann aber zusätzlich an. Im Frühjahr 2003 besiegelten Leopold Grün und Produzent Thomas Janze per Handschlag in einer Bar in Berlin die Zusammenarbeit.
Bei der Auswahl der in Frage kommenden Protagonisten stand der inhaftierte Egon Krenz, ein Weggefährte des Wahl-DDR-Bürgers Dean Reed, ganz oben auf der Liste. Krenz bedauerte anfänglich, aus zeitlichen Gründen nicht für ein Interview zur Verfügung stehen zu können, gab aber nach seiner vorzeitigen Entlassung im Jahr 2003 schließlich doch die Einwilligung für ein Interview.
Ein weiterer Wunschkandidat war der Schauspieler, Musiker und Dean Reed-Sympathisant Armin Mueller-Stahl. Auch er war der Meinung, dass die Lebensgeschichte des sozialistischen Rock-’n’-Roll-Idols leinwand-fähig ist. Mueller-Stahl erklärte sich zu einem Interview bereit über den Mann, „der in den Käfig ging, aus dem alle raus wollten“.
In den Gesprächen mit Insidern der Website deanreed.de tauchte immer wieder der Name von Maren auf. Sie besaß angeblich besondere Fotos, deutete Details aus seinem Leben an, die vermuten ließen, dass sie eine Menge mehr wusste als andere. Leopold Grün bekam ihre Telefonnummer und nach einigen Gesprächen verabredeten sie sich in Berlin. Sie erzählte von einer langen Freundschaft und einem Verhältnis zu Dean, dass sie beide als „Projektbeziehung“ bezeichneten.
Reeds Lateinamerika-Tourneen und sein dortiges Engagement gegen soziale Ungerechtigkeit führten ihn in den frühen sechziger Jahren mehrmals nach Chile. Isabel Allende Bussi, Tochter des ehemaligen sozialistischen Präsidenten Salvador Allende, kannte Dean Reed bereits als junges Mädchen und weiß um die Bedeutung des jungen, gut aussehenden Nordamerikaners, der mit der damaligen lateinamerikanischen Befreiungsbewegung sympathisierte. Sie willigte trotz Zeitknappheit in ein Interview im chilenischen Valparaiso ein.
Ein Team aus internationalen Mitarbeiterinnen betrieb über zwei Jahre hinweg Auslandsrecherchen. Die telefonischen Kontakte auf den Spuren des vielgereisten Schauspielers führten unter anderem nach Russland, Italien, Lettland, USA, Chile, Nicaragua, Argentinien und Tschechien. Durch die Gespräche und anhand der angeforderten Dokumente und Geheimdienstakten aus den unzähligen, weltweiten Archivbeständen erschlossen sich nach und nach die bedeutsamsten Stationen im Leben des „roten Elvis“.
Der Regisseur Günter Reisch, dessen letztes Filmprojekt „Bloody Heart“ mit Dean Reed nie fertiggestellt wurde, erwies sich als ein idealer Gesprächspartner. Bei mehreren Treffen in dessen Haus schilderte er nicht nur die Eindrücke aus den letzten Jahren und Tagen Dean Reeds, sondern überließ dem Filmteam zudem eine Kiste mit unzähligen Super-8-Rollen. Das Filmmaterial zeigt Reed bei privaten Treffen am Zeuthener See, mit Kindern im Motorboot, am Ufer des Sees oder im Garten. Zudem finden sich Aufnahmen von einer Arbeitsreise mit Günter Reisch auf der Ostseeinsel Hiddensee, von der Drehortrecherche in Mittelasien und anderen Teilen der ehemaligen Sowjetunion.
Als sehr fruchtbar hat sich die Zusammenarbeit mit Will Roberts, einem ehemaligen Dokumentarfilmer und Freund von Dean Reed erwiesen. Er hatte Reed in den 80er Jahren kennengelernt und damals beschlossen, den Film American Rebel: The Dean Reed Story über ihn zu drehen. Als die Aufnahmen 1985 im Kasten waren, lebte Dean Reed nur noch ein halbes Jahr. Aus seinen Filmarbeiten stellte Will Roberts Aufnahmen aus Palästina mit Jassir Arafat, aus Chile und aus der DDR im privaten Wohnzimmer mit seiner letzten Ehefrau Renate Blume zur Verfügung. Diese hatte Will Roberts damals ein Interview gegeben, für das Filmteam des Roten Elvis ein Glücksfall, da sie zum Zeitpunkt der Dreharbeiten bereits einen Exklusiv-Vertrag mit Tom Hanks unterschrieben hatte und daher für neue Interviews nicht zur Verfügung stand.

## Kritiken
Das Lexikon des internationalen Films urteilte: „Dank interessanter Gesprächspartner, klug ausgewählter, oft metaphorisch eingesetzter Filmzitate und Bezüge zur Zeitgeschichte entstand ein ebenso ernsthaftes wie unterhaltsames Porträt, das den Spuren eines politischen Träumers folgt, sich dabei aber weder in die Niederungen der Spekulation begibt noch zu unkritischer Schwärmerei neigt.“
Renate Holland-Moritz, die Reed seit 1978 kannte und einige seiner Filme rezensierte, schrieb im Eulenspiegel: „Den ganzen Dean Reed in seiner Zerrissenheit erschließt Leopold Grüns Dokumentarfilm Der rote Elvis. Der aus Dresden stammende Regisseur zeichnet ein ungeschöntes Bild des schönen Amerikaners aus Denver, Colorado.“